# Горв
Горв (нім. Horw) — місто  в Швейцарії в кантоні Люцерн, виборчий округ Люцерн-Ланд.

## Географія
Місто розташоване на відстані близько 70 км на схід від Берна, 4 км на південь від Люцерна.
Горв має площу 12,9 км², з яких на 28,6% дозволяється будівництво (житлове та будівництво доріг), 29,3% використовуються в сільськогосподарських цілях, 41,4% зайнято лісами, 0,8% не є продуктивними (річки, льодовики або гори).

## Демографія
2019 року в місті мешкало 14 243 особи (+5,9% порівняно з 2010 роком), іноземців було 17,6%. Густота населення становила 1108 осіб/км².
За віковим діапазоном населення розподілялося таким чином: 18,7% — особи молодші 20 років, 59,4% — особи у віці 20—64 років, 22% — особи у віці 65 років та старші. Було 6583 помешкань (у середньому 2,1 особи в помешканні).
Із загальної кількості 5183 працюючих 153 було зайнятих в первинному секторі, 481 — в обробній промисловості, 4549 — в галузі послуг.